# .mc
‎.mc‏ دامنه اینترنتی اختصاص داده شده به موناکو است.

## منبع
ویکی‌پدیای انگلیسی، نسخهٔ ۲۰ آوریل ۲۰۰۷